# Back to the Future Part II & III
Back to the Future Part II & III is een computerspel voor de Nintendo Entertainment System, gebaseerd op de tweede en derde films van de Back to the Future-trilogie. Het spel werd ontwikkeld door Beam Software.

## Verhaal
In het spel neemt de speler de rol van Marty McFly aan.
De eerste helft van het spel is gebaseerd op de tweede film. Hierin moet Marty proberen de tijdlijn te herstellen nadat Biff Tannen van zijn toekomstige versie een sportalmanak heeft gekregen en deze gebruikt om een fortuin te vergaren middels gokken op wedstrijden. Biff heeft om de almanak te beschermen echter verschillende voorwerpen verstopt in drie tijdperiodes. Marty moet alle drie de periodes bezoeken om deze voorwerpen terug te halen. Pas als alle voorwerpen weer in hun eigen tijd zijn, kan hij de almanak bemachtigen en vernietigen.
De tweede helft is gebaseerd op de derde film. Nadat de almanak is vernietigd, stuurt een blikseminslag de De Lorean terug naar het jaar 1885 met Doc nog aan boord. Marty moet hem redden omdat Docs aanwezigheid in 1885 dreigt de tijdlijn te verstoren. Tevens moet hij nog eens 10 voorwerpen ophalen en terugbrengen naar hun eigen tijd.

## Gameplay

### Straatlevels
De straatlevels zijn de basis van het spel. Deze levels zijn gemaakt als een standard platformspel-level, waarin Marty vijanden verslaat door op ze te springen of voorwerpen naar ze te gooien. Onderweg verzamelt hij brandstof voor de tijdmachine en voedsel voor extra energie. Doel is om de voorwerpkamers te vinden. Soms moet de speler naar een andere tijdperiode afreizen om een bepaald obstakel te overwinnen.

### Voorwerpkamers
Dit zijn de kamers waarin de verloren voorwerpen zich bevinden. Marty kan de kamers betreden via de straatlevels. Om een voorwerpkamer binnen te gaan moet Marty eerst de deur ontsluiten door een specifieke vijand te verslaan. Eenmaal binnen begint er een minigame waarin de speler een aantal stopwatches moet verzamelen in 60 seconden. Als alle stopwatches zijn verzameld, verschijnt er een trofee. Als de speler ook deze trofee weet te pakken binnen de gestelde tijd, krijgt hij of zij het voorwerp dat bij deze kamer hoort.

### Puzzelkamers
De puzzelkamers zijn de kamers waar de gevonden voorwerpen naartoe moeten worden gebracht. Een puzzelkamer bestaat uit een minispel waarbij de speler een woord moet raden. Dat woord onthuld welk van de gevonden voorwerpen in de kamer thuishoort. Als de puzzel is opgelost, verdwijnt het voorwerp en verschijnt er een stukje van een foto. Als de speler het verkeerde voorwerp kiest, ontploft dit voorwerp en moet de speler het opnieuw gaan halen in de voorwerpkamer.

### Tijdreizen
Tijdreizen is een cruciaal onderdeel van het spel, daar de speler de voorwerpen moet ophalen in het ene tijdperk en afleveren in het andere. Voor een tijdreis moet de speler eerst de afstandsbediening vinden waarmee de De Lorean kan worden opgeroepen. Als de speler instapt, moet de gewenste tijdperiode worden gekozen. Per helft van het spel zijn er steeds drie tijdperken beschikbaar. Een tijdreis vereist brandstof, die door de speler kan worden verzameld in de straatlevels.
Elke keer dat de speler een tijdreis maakt, ontstaat er een tijdkloon van Marty. Deze tijdklonen mogen niet worden aangeraakt door de speler daar dit onmiddellijk resulteert in het verlies van een leven. De klonen imiteren de bewegingen van de speler.
Tijdreizen kan ook worden gebruikt om bepaalde obstakels te overwinnen. Zo kan Marty bijvoorbeeld in het jaar 1955 een eikel planten, waardoor er in 1985 een eikenboom staat waarlangs hij over een obstakel kan klimmen.

## Bijzonderheden
- Alle voorwerpen zijn afkomstig uit de drie films.
- Twee van de vijanden in het spel lijken sterk op een Spiny en een Goomba uit Super Mario Bros.